# Grå myrsmyg
Grå myrsmyg (Myrmotherula menetriesii) är en fågel i familjen myrfåglar inom ordningen tättingar.

## Utseende och läte
Grå myrsmyg är en liten myrsmyg med skilda dräkter mellan könen. Hanen är ljusgrå med svartvita vingband. Strupen är grå i större delen av utbredningsområdet, dock svart centralt i sydväst. Honan är ljust gulbrun under och grå ovan, utan vingband. Den verkar mer tvåfärgad än mycket lika men mer jämnfärgade hona långvingad myrsmyg. Sången som ofta hörs tidig morgon består av en jämn serie med stigande "wuee", med ungefär två toner i sekunden.

## Utbredning och systematik
Grå myrsmyg delas in i fem underarter med följande utbredning:
- Myrmotherula menetriesii menetriesii – förekommer från östra Peru, söder om Amazonfloden, till nordvästra Bolivia och sydvästra Amazonområdet i Brasilien
- Myrmotherula menetriesii pallida – förekommer från östra Colombia till sydvästra Venezuela, nordöstra Peru och nordvästra Brasilien
- Myrmotherula menetriesii cinereiventris – förekommer i sydöstra Venezuelas ansluttning till Guyana och nordöstra Amazonområdet i Brasilien
- Myrmotherula menetriesii berlepschi – förekommer i södra och centrala Amazonområdet (i Brasilien, mellan floderna Madeira och Tapajós) och i norra Bolivia
- Myrmotherula menetriesii omissa – förekommer i nordöstra Brasilien (från floden Tapajós till västra Maranhão)

## Status och hot
Arten har ett stort utbredningsområde, men tros minska i antal, dock inte tillräckligt kraftigt för att den ska betraktas som hotad. Internationella naturvårdsunionen IUCN listar arten som livskraftig (LC).

## Namn
Fågelns vetenskapliga artnamn hedrar Édouard Ménétriés (1802-1861), fransk zoolog och samlare av specimen bland annat i Brasilien 1822-1824. Fram tills nyligen kallades den även ménétriesmyrsmyg på svenska, men justerades 2022 till ett enklare och mer informativt namn av BirdLife Sveriges taxonomikommitté.